# Sky News
Sky News ist einer der ersten 24-Stunden-Nachrichtenkanäle in der Geschichte des Fernsehens. 

## Länder
- Sky News, Großbritannien
- Sky News Ireland, Irland
- Sky News Australia, Australien (siehe Sky News Weather)
- Sky News New Zealand, Neuseeland
- Sky News Arabia
- Sky TG24 Italien

## Geschichte
Er startete ursprünglich am 5. Februar 1989 als Teil des 4-Kanal-Satellitenpakets von Sky Television, einer dem Medienkonzern von Rupert Murdoch zugehörigen Firma. Die Sendestation ist im Hauptquartier von BSkyB in West-London bei Isleworth, Middlesex.
Sky News startete mit begrenzten Mitteln, gewann aber schnell den Ruf journalistischer Integrität. Obwohl der Kanal die meiste Zeit mit Verlust arbeitete, brachte er durch seinen preisgekrönten Journalismus seinem Mutterhaus Sky Television und dem Nachfolger British Sky Broadcasting das lang ersehnte Prestige.
Sky News gilt als Vorläufer des US-amerikanischen Nachrichtensenders Fox News Channel, mit dem auch manchmal Material ausgetauscht wird, da sowohl Sky News als auch Fox News Channel zum Medienkonglomerat der News Corporation gehören, dessen Vorstandsvorsitzender und Gründer Rupert Murdoch ist.
Im Jahre 2003 gab es Pläne, dass der Sender in den USA zu empfangen ist. Diese wurden aber wieder fallen gelassen.
Im Jahre 2010 begann eine HD-Version von Sky News.
Am 6. Mai 2012 ging Sky News Arabia auf Sendung.

## Konkurrenz
Die größte Konkurrenz in Großbritannien ist BBC News, während sonst in Europa BBC World News und CNN International dazu gehören. Ein neues Angebot des Senders für die Republik Irland begann im Mai 2004 den Betrieb und nennt sich Sky News Ireland.

## Empfang
In Großbritannien wird der Sender digital via DVB-T (Freeview) sowie über Kabel (Virgin Media) ausgestrahlt.
In Europa ist der Sender über die Astra-Satellitenpositionen auf 19,2° und 28,2° Ost Digital unverschlüsselt zu empfangen.
Beim Kabelnetzbetreiber Kabel Deutschland teilt sich Sky News einen Kanal mit CNBC Europe und wird täglich ab 18:00 Uhr ausgestrahlt.
Andere englischsprachige Nachrichtensender, die digital über Astra gesendet werden: CNN International, EuroNews, BBC World News, CNBC Europe, Al Jazeera English und France 24 English.
In Afrika, dem Nahen Osten und Indien wird Sky News ebenfalls via Satellit verbreitet. In Deutschland ist Sky News auch im digitalen Kabelfernsehen zu empfangen.
In Australien wird Sky News über den Ableger Sky News Australia verbreitet, an dem die PBL Media zu einem Drittel beteiligt ist.